# 八木一夫

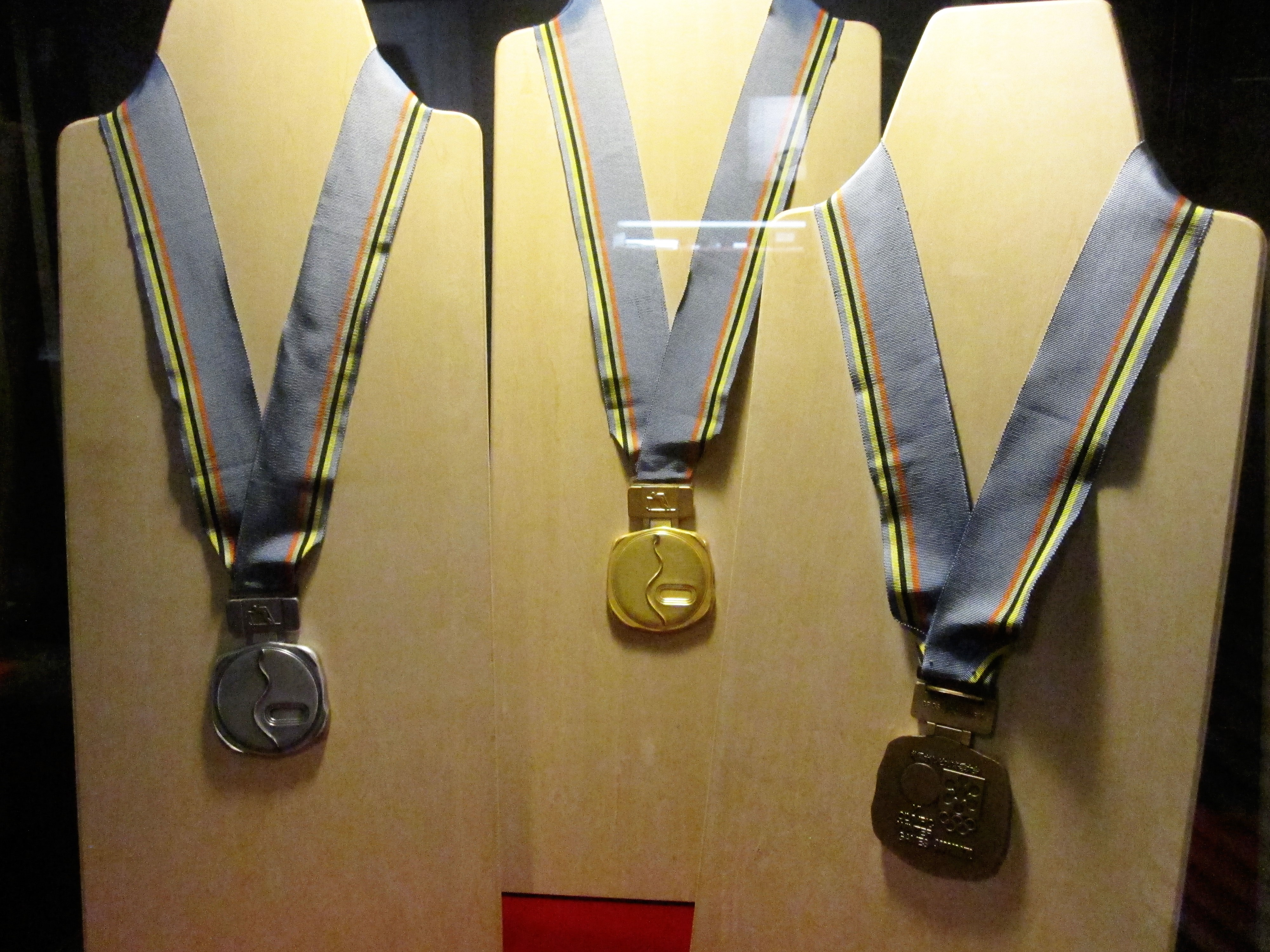
八木が田中一光とともにデザインした札幌オリンピックのメダル、造幣さいたま博物館にて展示。

八木 一夫（やぎ かずお、1918年（大正7年）7月4日 - 1979年（昭和54年）2月28日）は日本の陶芸家である。戦後復興期に前衛陶芸家集団「走泥社」を結成、器としての機能を持たない「オブジェ焼」と呼ばれる作品を発表し、現代陶芸に新分野を確立した。陶芸家八木一艸の長男。長男は陶芸家の八木明。

## 略歴
京都市五条坂に陶芸家八木一艸の長男として生まれる。1937年京都市立美術工芸学校彫刻科卒業の後、商工省設置の国立陶磁器試験所の伝習生となり、沼田一雅の「日本陶彫協会」に入会し陶彫を学んだ。1939年兵役で南支広東方面へ派遣されたが、病気のため翌年除隊。帰国後、日本画の前衛団体「歴程美術協会」などと関わりを持つなかでシュルレアリスムや抽象美術などの西洋の最先端美術への親しみを深めるが、戦時下の社会で前衛を否定して古典回帰を求める風潮が高まり、八木もまたしばらくは陶芸を中断して神戸や京都で教員として生活した。戦後1946年教員を辞し陶芸に専念するようになる。
1948年7月、鈴木治、山田光らとともに、陶芸による新しい造形表現を目指す前衛陶芸家集団「走泥社」を結成。初期はクレーやミロなどの影響が見られる新しい文様を施した陶器を発表したが、やがてピカソやイサム・ノグチなどに触発されて前衛的な陶芸を目指すようになる。1954年東京・フォルム画廊での個展で《ザムザ氏の散歩》を発表。これは穴のあいた円環と、多くの小さな管を轆轤（ろくろ）でつくり、それらを組み立てて三本の脚で支えたものである。昆虫の触覚や足が生えたさまを思わせる本作は、器としての機能を持たない純粋な立体造形であり、「オブジェ焼」と呼ばれ現代陶芸史の記念碑的な作品となった。なお、この「ザムザ氏」は、カフカの小説「変身」の主人公、巨大な毒虫に突如変身してしまった「グルゴール＝ザムザ」から採ったもの。
その後も白化粧や無釉焼締、信楽、黒陶など次々に作風を変えた。一時はブロンズやガラスによる作品も手掛け、1970年代に入ると、簡潔なフォルムで本や手足などの具体的なイメージを表現する、詩的で機知に富んだ黒陶作品の数々を発表した。
1971年京都市立芸術大学美術学部教授となる。1972年札幌オリンピックのメダルのデザインを担当(表側)。1973年京都市立芸術大学シルクロード調査隊隊長としてイラン、アフガニスタン、パキスタンに赴く。
1979年心不全のため死去、60歳没。

## 年譜
この項目は『没後二十五年 八木一夫展』図録（日本経済新聞社、2004年）を参照した。
- 1918年　八木一艸の長男として京都市に生まれる。
- 1937年　京都市立美術工芸学校彫刻科卒業。国立陶磁器試験場の伝習生となり沼田一雅に師事する。
- 1939年　沼田一雅設立の「日本陶彫協会」に参加。5月、兵役につき、翌年8月除隊。
- 1941年　「歴程美術協会」第6回展に出品。「虚平」と名乗る。
- 1943年　教職に就く。
- 1946年　退職して陶芸に専念。9月、中島清を中心とした「青年作陶家集団」結成に参加。第2回日展初入選。
- 1947年　2月、青年作陶家集団の趣意書を発表、八木が事務所を引き受ける。第3回日展入選。以後出品せず。
- 1948年　5月、京展で《金環触》が京展賞受賞。5月、パンリアル展に出品。6月、新匠工芸会第1回展に出品。青年作陶家集団解散。
- 1948年　7月、鈴木治、山田光、松井美介、叶哲夫とともに「走泥社」結成。
- 1949年　京都・七彩工芸の嘱託となり、マネキンを造る。「八木一艸、一夫 二人展」（京都・朝日画廊）。
- 1950年　3月、ニューヨーク近代美術館に作品4点が陳列される。11月、パリ・チェルヌスキー美術館「現代日本陶芸展」に出品。
- 1951年　3月、イタリア・ファエンツァ国際陶芸美術館へ寄贈。
- 1952年　染織作家の高木敏子と結婚。
- 1954年　個展（東京・フォルム画廊）にて《ザムザ氏の散歩》を発表。
- 1955年　3月、長男・明が誕生（現在、陶芸家として活躍）。この年から、無釉焼締のオブジェ陶芸を制作。
- 1956年　11月、走泥社とパンリアル美術協会の合同展（京都市美術館）。
- 1957年　この年、初めて黒陶作品の制作を始める。3月、イタリア・ミラノトリエンナーレ国際工芸展に出品。
- 1959年　5月、「現代日本の陶芸展」出品（東京国立近代美術館）。10月、第2回オステンド国際陶芸展（ベルギー）で《鉄象嵌花器》がグランプリ受賞。
- 1962年　8月、第3回プラハ国際陶芸展（チェコスロバキア）で《碑、妃》がグランプリ受賞。
- 1963年　「現代日本陶芸の展望展」出品（国立近代美術館京都分館・開館記念展）。
- 1964年　「現代国際陶芸展」出品（実行委員）（国立近代美術館、ほか京都市、久留米市、名古屋市巡回）。9月、「現代日本の工芸」出品（国立近代美術館京都分館）。
- 1965年　「日本の新しい絵画と彫刻」展に出品（アメリカ8都市巡回）。作品がサンフランシスコ近代美術館とニューヨーク近代美術館にそれぞれ所蔵される。
- 1966年　4月、個展（ロサンゼルス、フェイガン・パルマーギャラリー）。5月「八木一夫展」（京都市美術館）。この年、信楽で制作し、11月「八木一夫・壺展」（東京・壱番館画廊）にて発表。
- 1968年　「現代美術の新世代」出品（京都・東京国立近代美術館）。11月、創立20周年記念展・第31回走泥社展（京都市美術館）。
- 1969年　作品集出版（求龍堂）、および出版記念展（東京・壱番館画廊）。
- 1970年　「現代の陶芸ーヨーロッパと日本展」出品（京都・東京国立近代美術館）。
- 1971年　京都市立芸術大学美術学部陶芸科教授となる。10月、「現代の陶芸ーアメリカ・カナダ・メキシコと日本展」出品（京都・東京国立近代美術館）。11月、第11回冬季オリンピック（札幌）入賞メダルを田中一光とともにデザイン（表面担当）。
- 1973年　京都市立芸術大学シルクロード調査隊隊長としてパキスタン、アフガニスタン、イランへ赴く。8月、父・一艸の死去に伴い帰国。この年、日本陶磁協会賞金賞を受賞。
- 1975年　「八木一夫の器展」（東京・益田屋）、「八木一夫版画展」（京都・平安画廊）。
- 1976年　工房「米僴居・牙州窯」を宇治市炭山に開窯。9月、「日本陶磁名品展」出品（旧東ドイツ・ロストック、ドレスデン）。
- 1977年　大規模個展（大阪・カサハラ画廊、東京・新宿伊勢丹）。11月、創立30周年記念展・第40回走泥社展。
- 1978年　10月「八木一夫陶彫展」（パリ、グラン・パレ）。「八木一夫、鈴木治茶陶2人展」（東京・益田屋）。11月「還暦記念八木一夫展」（東京・新宿伊勢丹）。文化庁主催「日本陶芸展」出品（西ドイツ巡回）。
- 1979年　2月28日心不全のため急逝。

## ドキュメンタリー
- 日曜美術館「私と八木一夫　司馬遼太郎」（1981年2月22日、NHK Eテレ）[6]

## 関連文献
著書
- 『懐中の風景』講談社、1976年
- 『刻々の炎』駿々堂、1981年

作品集
- 『八木一夫作品集』求龍堂、1969年
- 『八木一夫作品集』講談社、1980年

展覧会カタログ
- 『八木一夫展』京都国立近代美術館、東京国立近代美術館、日本経済新聞社、1981年
- 『発動する現代の工芸 1945-1970・京都』京都市美術館、1988年
- 『現代の陶芸1980-1990 関西の作家を中心にして』和歌山県立近代美術館、1990年
- 『辻晋堂・八木一夫・堀内正和 : 1950年代京都から:新たなる造形への出発 辻晋堂没後10周年記念特別企画展』米子市美術館、1991年
- 『視線はいつも暮らしの角度で：現代の陶芸うつわ考』埼玉県立近代美術館、1993年
- 『八木一夫が出会った子供たちー土・造形の原点』滋賀県立陶芸の森、1993年
- 『戦後日本の前衛美術展』横浜美術館、1994年
- 『生活の中の工芸 1950～1960年代のモダン・クラフト』東京国立近代美術館、1995年
- 『京都の工芸 1910-1940』京都国立近代美術館、1998年
- 『草月とその時代展 19945-1970』芦屋市立美術博物館、1999年
- 『京都の工芸 1945-2001』京都国立近代美術館、2001年
- 『没後25年 八木一夫展』京都国立近代美術館、東京都庭園美術館、日本経済新聞社、2004年